# Orthotrichia suteri
Orthotrichia suteri är en nattsländeart som beskrevs av Wells 1979. Orthotrichia suteri ingår i släktet Orthotrichia och familjen smånattsländor. Inga underarter finns listade i Catalogue of Life.